# Релігійна космологія
Релігійна космологія — пояснення походження, еволюції та можливої долі Всесвіту з релігійної точки зору. Це уявлення про походження в формі міфу про творіння, про подальшу еволюцію, сучасний світ і природу, а також про можливу долю або призначення. Існують різні традиції в релігії або релігійній міфології, які стверджують, як і чому все так, як є, і значення всього цього. Релігійні космології описують просторову структуру Всесвіту в термінах світу, в якому зазвичай живуть люди, а також інших вимірів, таких як сім вимірювань релігії; це ритуальні, переживання та емоційні, розповідні і міфічні, доктринальні, етичні, соціальні і матеріальні. Релігійні міфології можуть включати опис акту або процесу творіння божеством-творцем або великим пантеоном божеств, пояснення перетворення хаосу в порядок або твердження, що існування — це питання нескінченних циклічних перетворень. Релігійна космологія відрізняється від строго наукової космології, заснованої на результатах вивчення астрономії і аналогічних областей, і може відрізнятися концептуальними уявленнями про фізичну структуру світу і місце у Всесвіті, її створенні, а також прогнозами або передбаченнями про її майбутнє. Сфера релігійної космології ширше, ніж строго наукова космологія (фізична космологія), в тому сенсі, що релігійна космологія не обмежується експериментальним спостереженням, перевіркою гіпотез і пропозиціями теорій; наприклад, релігійна космологія може пояснити, чому все так, як є або здається, як є, і наказати, що люди повинні робити в контексті. Варіації релігійної космології включають в себе ті, які мають індійське походження, такі як буддизм, індуїзм і джайнізм; релігійні вірування Китаю; а також вірування авраамічних конфесій, таких як юдаїзм, християнство та іслам. Релігійні космології часто перетворювались в формальну логіку метафізичних систем, таких як платонізм, неоплатонізм, гностицизм, даосизм, каббала тощо.